# 香港地鐵

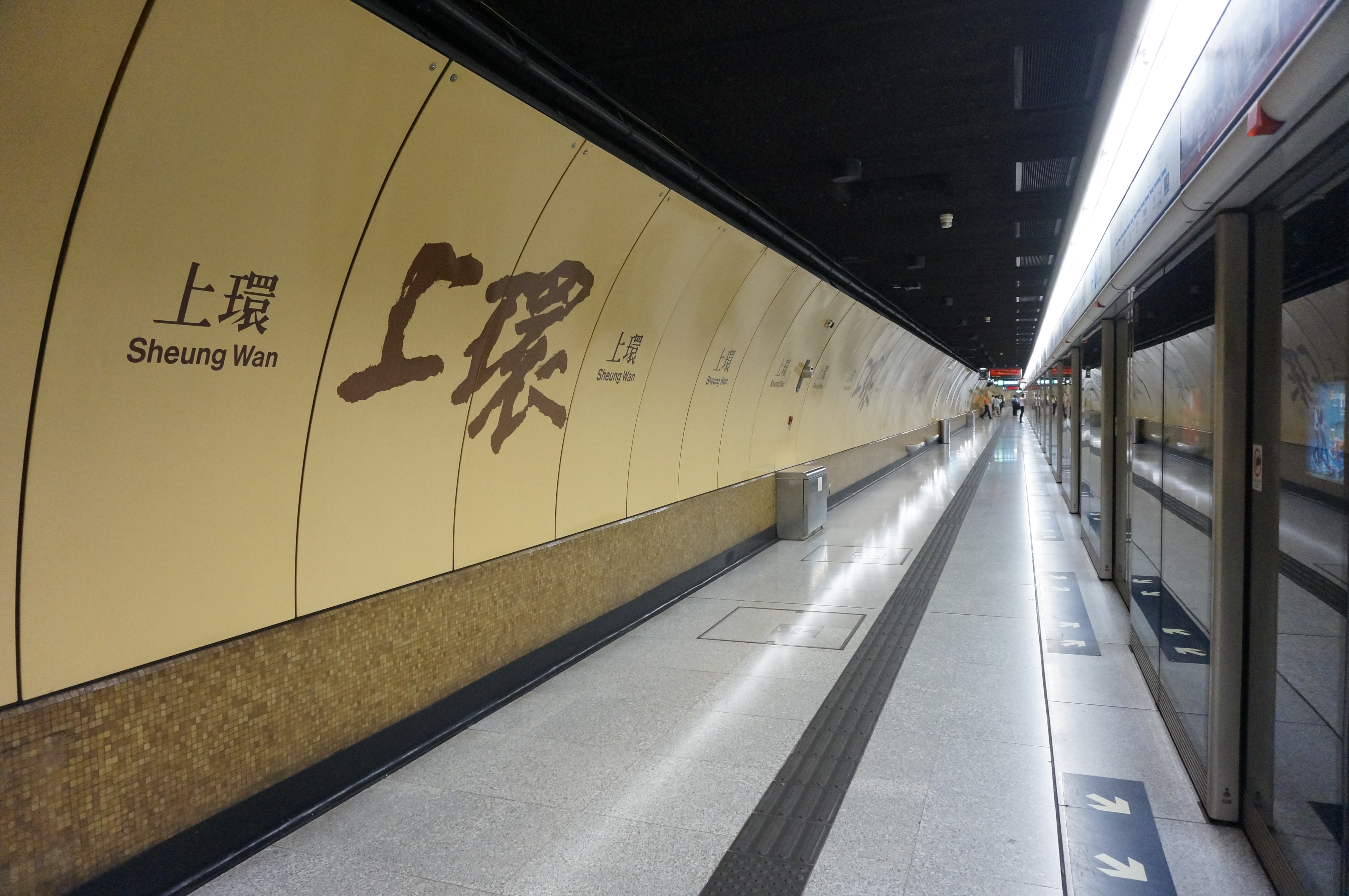
香港地鐵上環站月台

香港地鐵（英語：Mass Transit Railway，MTR）曾經是香港兩大鐵路集體運輸系統之一，已在2007年12月2日的兩鐵合併中，和九廣鐵路合併成港鐵。自1979年10月1日通車至2007年12月2日兩鐵合併前，香港地鐵是由地鐵有限公司（現稱港鐵公司）營運的鐵路系統網絡，有8條路線，全長91.0公里，共53個車站，其中14個為轉車站。

## 網絡
截至2007年12月2日兩鐵合併前，香港的地鐵系統網路全長91.0公里，包括超過12.91公里長的隧道。而53個車站中，其中10個為地面車站，8個為架空車站，其餘35個則為地底車站，建於距離地面12至37米之下。（最深為鰂魚涌站（下層月台），深42米）
以下路綫圖為兩鐵合併前最後一幅路綫圖，於2005年12月20日機場快綫博覽館站啟用起使用。
| 2005年香港的地鐵路線圖  | |        |        |      |               |                   |            |          |
| 路綫名稱 （兩鐵合併前） | 通車日期 | 總站   | 總站   | 站數 | 長度 （公里） | 行駛時間 （分鐘） | 車廠       | 控制中心 |
| 市區綫                  | |        |        |      |               |                   |            |          |
| █ 觀塘綫                | 1979年10月1日（石硤尾至觀塘） 1979年12月16日（尖沙咀站及佐敦站） 1979年12月22日（油麻地站） 1979年12月31日（旺角站） 1980年2月12日（中環至尖沙咀） （修正早期系統） 1982年4月26日 （正式拆分為觀塘綫）                                   | 油麻地 | 調景嶺 | 15   | 14.7          | 30                | 九龍灣車廠 | 青衣     |
| █ 荃灣綫                | 1979年12月16日（尖沙咀站及佐敦站） 1979年12月22日（油麻地站） 1979年12月31日（旺角站） 1980年2月12日（中環至尖沙咀） （修正早期系統） 1982年5月10日、5月17日 （荃灣支綫通車） 1982年4月26日 （拆出修正早期系統，正式出現「荃灣綫」名稱） | 中環   | 荃灣   | 16   | 16            | 32                | 荃灣車廠   | 青衣     |
| █ 港島綫                | 1985年5月31日（金鐘至柴灣） 1986年5月23日（上環至金鐘） | 上環   | 柴灣   | 14   | 13.3          | 28                | 柴灣車廠   | 青衣     |
| █ 東涌綫                | 1998年6月22日 | 香港   | 東涌   | 8    | 31.1          | 29                | 小濠灣車廠 | 青衣     |
| █ 將軍澳綫              | 2002年8月18日 | 北角   | 寶琳   | 8    | 8.8           | 15                | 將軍澳車廠 | 青衣     |
| █ 迪士尼綫              | 2005年8月1日 | 欣澳   | 迪士尼 | 2    | 3.3           | 5                 | 小濠灣車廠 | 欣澳     |
| 機場聯絡軌道系統        | |        |        |      |               |                   |            |          |
| █ 機場快綫              | 1998年7月6日 | 香港   | 博覽館 | 5    | 35.3          | 28                | 小濠灣車廠 | 青衣     |
| 旅遊纜車系統            | |        |        |      |               |                   |            |          |
| █ 昂坪360               | 2006年9月18日 | 東涌   | 昂坪   | 2    | 5.7           |                   |            |          |

註：關於現今港鐵系統下的路線圖和車站列表，請見港鐵或港鐵車站列表。

## 歷史

### 經濟急速發展
1960年代，香港經濟急速發展，人口不斷增加，公共交通的需求越來越大。因此，香港政府於1964年邀請了來自英國的道路研究部門——倫敦運輸委員會及道路研究實驗室（London Transport Board and the Road Research Laboratory），就香港交通未來發展進行研究。1964年成立了公共運輸調查小組（Passenger Transport Survey Unit，PTSU），後於1967年發表《香港乘客運輸研究》。研究指出1986年香港人口將達至6,868,000人，故此香港有必要興建集體運輸系統，以解決人口增長所出現的交通問題。

### 《香港集體運輸研究》

地底集體運輸系統路綫圖 （1967年建議方案）

1967年9月，英國的費爾文霍士顧問工程公司 發表了《香港集體運輸研究》，提議香港興建地底鐵路集體運輸系統（地下鐵路系統），全長51公里，4條路綫分9期興建，耗資150億港元。當時建議的4條路綫如下：
- 荃灣綫：荃灣 ↔ 金鐘
- 觀塘綫：馬游塘 ↔ 上環街市
- 港島綫：堅尼地城 ↔ 柴灣
- 沙田綫：禾寮坑 ↔ 尖沙咀

1968年2月，有關研究報告 正式遞交至當時的立法局審議。
剛巧於同年3月，顧問公司收到1966年的中期人口統計的數據，發現新的1986年的預期人口大幅調整為5,647,000人，比1967年的報告大幅減少1百萬人。人口統計數據影響當時新市鎮及整體城市規劃，特別是對沙田、屯門、荃灣及將軍澳的交通規劃出現大幅度的改變。因此顧問公司修正所倡議之集體運輸系統的建造估價及規模，並遞交另一份報告 加以補充。
補充報告 建議將金鐘至旺角的4條路軌減少至2條路軌，沙田綫縮短至鑽石山，同時建議先行興建荃灣綫、觀塘綫及港島綫的主要路段，其他路段另考慮以延伸的方式興建，足以影響日後的《集體運輸計劃總報告書》 的方向。

### 《集體運輸計劃總報告書》
1970年，顧問公司完成對興建地下鐵路系統的進一步研究，發表《集體運輸計劃總報告書》，具體提出建造鐵路的建議。研究報告建議興建的地下鐵路系統全長52.7公里，合共50個車站，並且分成3條主要行車綫：港九綫、港島綫及東九龍綫，以及兩條港九綫支綫：荃灣支綫、觀塘支綫。

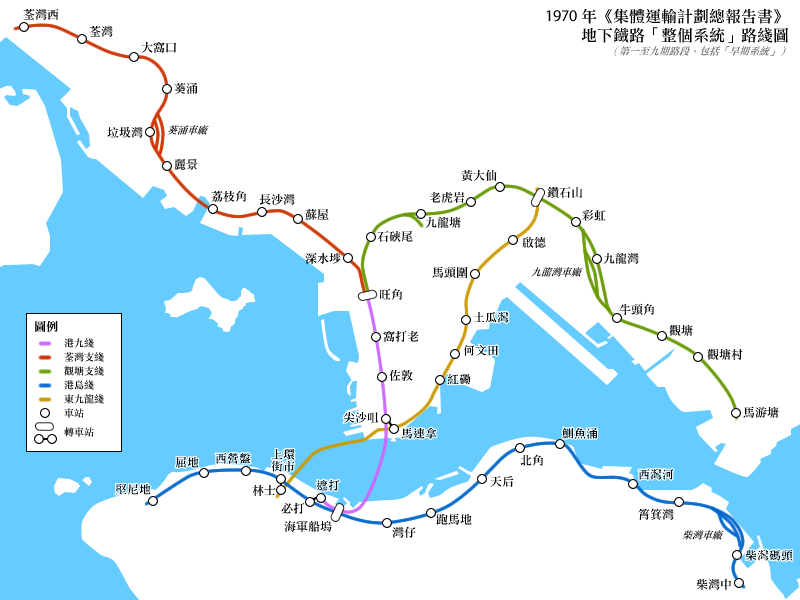
地下鐵路「整個系統」路綫圖 （1970年建議方案）

基於1968年的補充報告 提及1986年的預期人口大幅減少，因此新的研究報告建議所興建的地下鐵路系統規模，遠小於較1967年的方案，其中沙田往返市區的路段更不在該建議中，但可於需要時由東九龍綫延伸。
- 港九綫：遮打（中環） ↔ 旺角
  - 荃灣支綫：旺角 ↔ 荃灣西
  - 觀塘支綫：旺角 ↔ 馬游塘
- 港島綫：堅尼地城 ↔ 柴灣中
- 東九龍綫：林士（上環）↔ 鑽石山

顧問公司同時提議分期興建地鐵系統，合共分為9期。其中先興建的首4期共長20公里路綫，稱為「早期系統」，而其餘5期路綫連同早期系統首4期工程，則稱為「整個系統」。
早期系統
- 第1期 - 觀塘支綫：旺角 ↔ 彩虹
- 第2期 - 港島綫：上環街市 ↔ 海軍船塢、港九綫：海軍船塢 ↔ 旺角
- 第3期 - 荃灣支綫：旺角 ↔ 荔枝角
- 第4期 - 觀塘支綫：彩虹 ↔ 觀塘

其餘路段
- 第5期 - 港九綫：遮打 ↔ 海軍船塢、港島綫：海軍船塢 ↔ 北角
- 第6期 - 荃灣支綫：荔枝角 ↔ 荃灣西
- 第7期 - 東九龍綫：林士 ↔ 鑽石山
- 第8期 - 港島綫：北角 ↔ 柴灣中
- 第9期 - 觀塘支綫：觀塘 ↔ 馬游塘、港島綫：上環街市 ↔ 堅尼地

在技術方面，地鐵「整個系統」將採用1500伏特側式第三軌供電，以及標準軌距；隧道直徑大致與地鐵列車相若（類似倫敦地鐵）。而在施工方面，則以明挖回填為主，其次為隧道鑽挖機。
1971年11月，港府通過斥資66億5000萬港元興建地下鐵路計劃。
1972年，香港政府成立集體運輸臨時管理局，原則上同意先行興建早期系統。
1973年3月，香港政府曾於屬早期系統沿線的港島舊海軍船塢、尖沙咀半島酒店、荔枝角及樂富的地底興建隧道以試驗地質。該試驗隧道的工程由英國財團投得，以900萬興建，合約條款中註明該財團3年內不參與其他地鐵承建項目，以示公允。同一時間，香港政府為工程進行招標，共有8個財團競投，而政府則初步選定了4個國際財團。當時的計劃是將工程以固定價格的單一合約形式批出。
1974年初，日本財團簽署了承投工程的意向書，但在同年11月因中東石油危機問題而對投資前景感到悲觀，於1975年初決定退出，引致有關計劃一度暫停。

### 修正早期系統

地鐵修正早期系統路綫圖

1975年初，由於發生第一次石油危機，原先中標興建香港地鐵的日本財團宣佈退出。香港政府屬下的集體運輸臨時管理局宣佈，將早期系統略予縮減至15.6公里，並更改部分技術指標（如供電方式改為架空電纜），是為修正早期系統。臨時管理局為免財團突然退出而重蹈覆轍，決定放棄單一承建合約的方法，將工程分為25個主要土木工程合約及10個電機及機械工程合約，以分散風險及加快興建效率（以後兩鐵，以至兩鐵合併後港鐵所有工程，均依循此模式批出建造合約）。香港政府於同年9月撥出共11.5億港元，成立全資擁有的地下鐵路公司，取代臨時管理局監督工程，並計劃通車後，以審慎商業原則負責經營鐵路。另外，為了融資建造鐵路，並從鐵路賺取合理利潤，地鐵公司亦批出沿線多個地產發展項目。此等模式至今仍然延續之餘，亦為其他地區地鐵所仿傚。
修正早期系統連接中環至觀塘，於1975年11月3日動工興建。路綫將香港島中環與九龍的主要住宅及工業區聯接起來。路綫其中12.8公里在地底建造，其餘的2.8公里則為架空路段。全綫有15個車站，包括12個地底車站及3個架空車站。
經過近4年的工程，修正早期系統的北段（觀塘 ↔ 石硤尾）於1979年9月30日完工，並於10月1日正式通車，當日舉行了盛大的通車典禮，並由時任香港總督麥理浩主持按動按鈕開動列車。當時地鐵只以4卡列車行走，最低票價為港幣1元，相對於巴士票價0.2元，對一般市民來說票價偏高。同年12月16日，修正早期系統中段啟用，路綫伸延至尖沙咀，惟油麻地站及旺角站因施工困難，分別在同年12月22日及12月31日才啟用。1980年2月12日，修正早期系統南段通車（尖沙咀↔中環），整個修正早期系統通車日期較原定提前7星期，成為香港首條過海鐵路。由於過海乘客的龐大需求，地鐵列車便由通車初期的4卡增至6卡。而由於需求旺盛，1981年10月10日，香港地鐵就開始增設第一列8卡列車。
興建修正早期系統的總費用為60億港元。由於路綫建在世界人口最稠密的地區之一，施工遇上的困難很多。當時需克服地底的不同地質以及較高的地下水位，部份路段亦曾出現地陷等情況，但依然沒有超出預算。
在建設海底隧道方面，當時大部份的隧道組件均是在白沙灣的海岸（即現時城巴柴灣車廠及創富道車廠所在地）製造，最後才將隧道組件搬移至預定的海底隧道位置。

### 荃灣綫

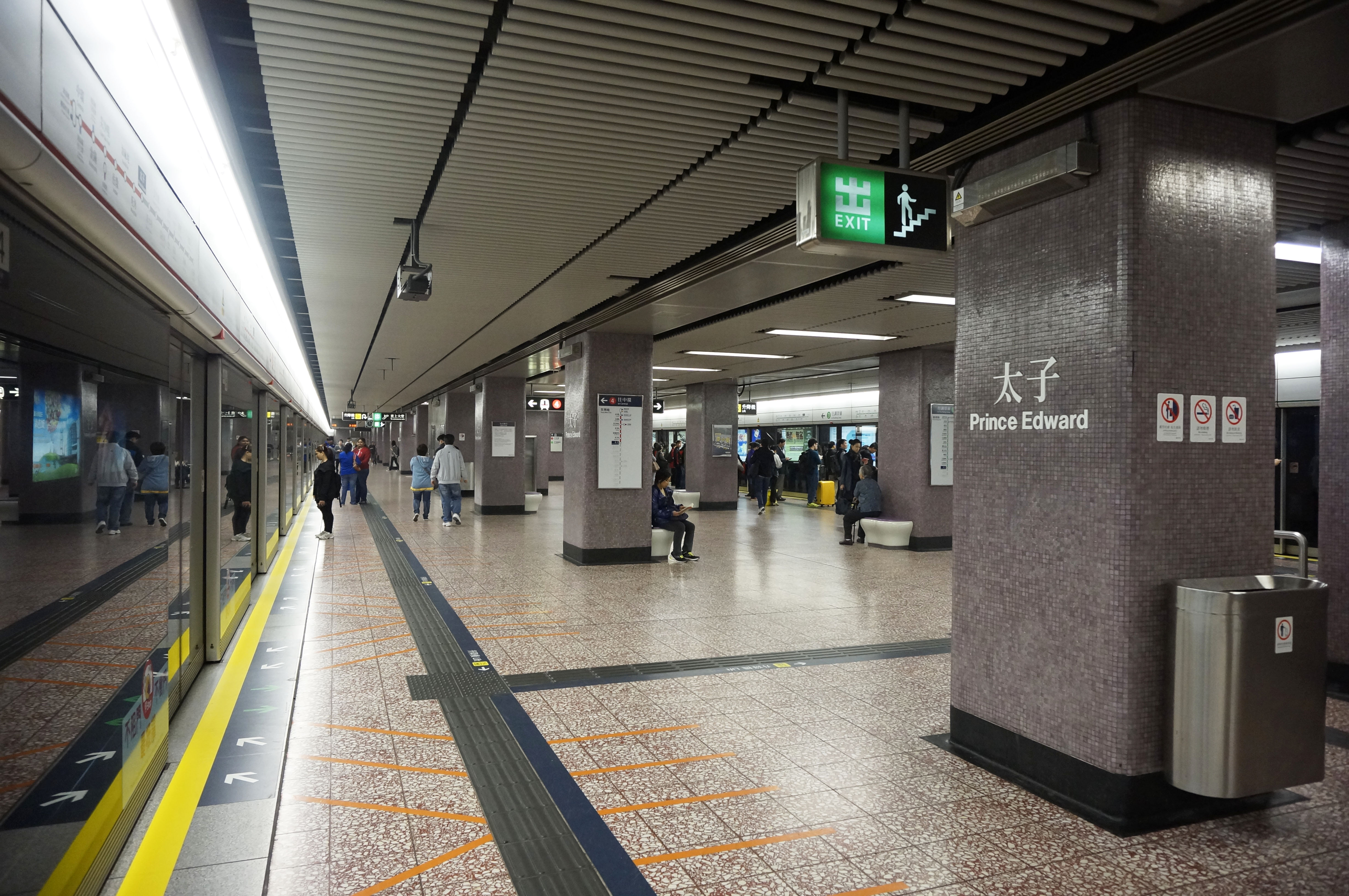
太子站

1977年7月，香港政府正式批准興建荃灣綫，並於1978年11月開始動工。荃灣綫全長約10.5公里，由太子站至荃灣站。路綫將地鐵總長度增至26.1公里。全綫有10個車站，包括6個地底車站、1個地面車站及3個架空車站，工程費用為41億港元。1982年4月26日，為方便市民適應轉車安排，修正早期系統分拆為來往油麻地站至觀塘站的觀塘綫和來往旺角站至中環站的荃灣綫。1982年5月10日，荃灣綫（荃灣至太子段）通車，並率先開放荃灣至荔景段沿線車站，其餘車站則在同年5月17日開放。
荃灣綫通車後，地鐵由荃灣經尖沙咀直達中環，而修正早期系統餘下路段改名為觀塘綫，並需要縮短至油麻地。這是由於在修正早期系統相關文件 及1976年《香港整體交通研究》 指出，荃灣綫在需求量、必要性、技術上的要求進行的。事實證明，此預計於1998年前都是正確的。自此之後，東涌綫通車，分流了來往香港站以東及荔景站以北的大批乘客。

### 港島綫

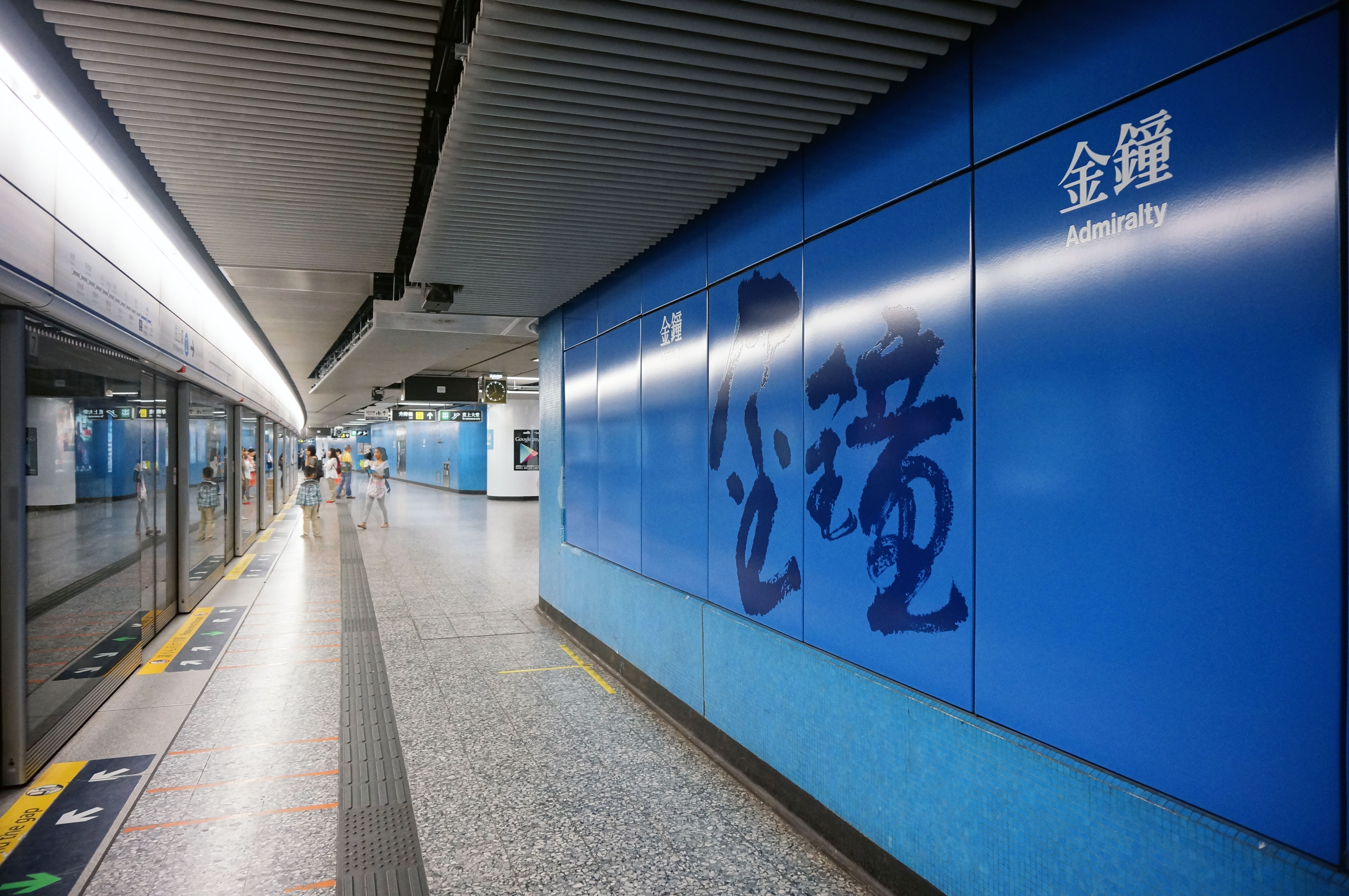
金鐘站

1980年12月，香港政府正式批准興建港島綫，斥資一百億港元，並於1982年3月開始動工。實際興建的港島綫由上環至柴灣，並與荃灣綫的中環及金鐘交匯成為轉車站。這條路綫將地下鐵路之路綫增至37公里。港島綫共有14個車站，包括12個地底車站、1個地面車站及1個架空車站，而鰂魚涌站是在1982年3月才落實興建。
1985年5月31日，港島綫（金鐘至柴灣段）通車。同一時間，地鐵列車全面增至8卡。同日，部份地鐵車站中英文名稱作出改動，包括荔灣站改為美孚站，中環站Chater、旺角站Argyle、油麻地站Waterloo的英文名稱改為Central、Mong Kok及Yau Ma Tei。
另外，由於1983年3月動工的上環站至中環站的隧道工程需要遷移受影響的消防處大樓及上環街市，因而中環站的港島綫月台及上環站較其他港島綫路段遲1年開放，有關路段於1986年5月23日啟用。

### 觀塘綫過海段

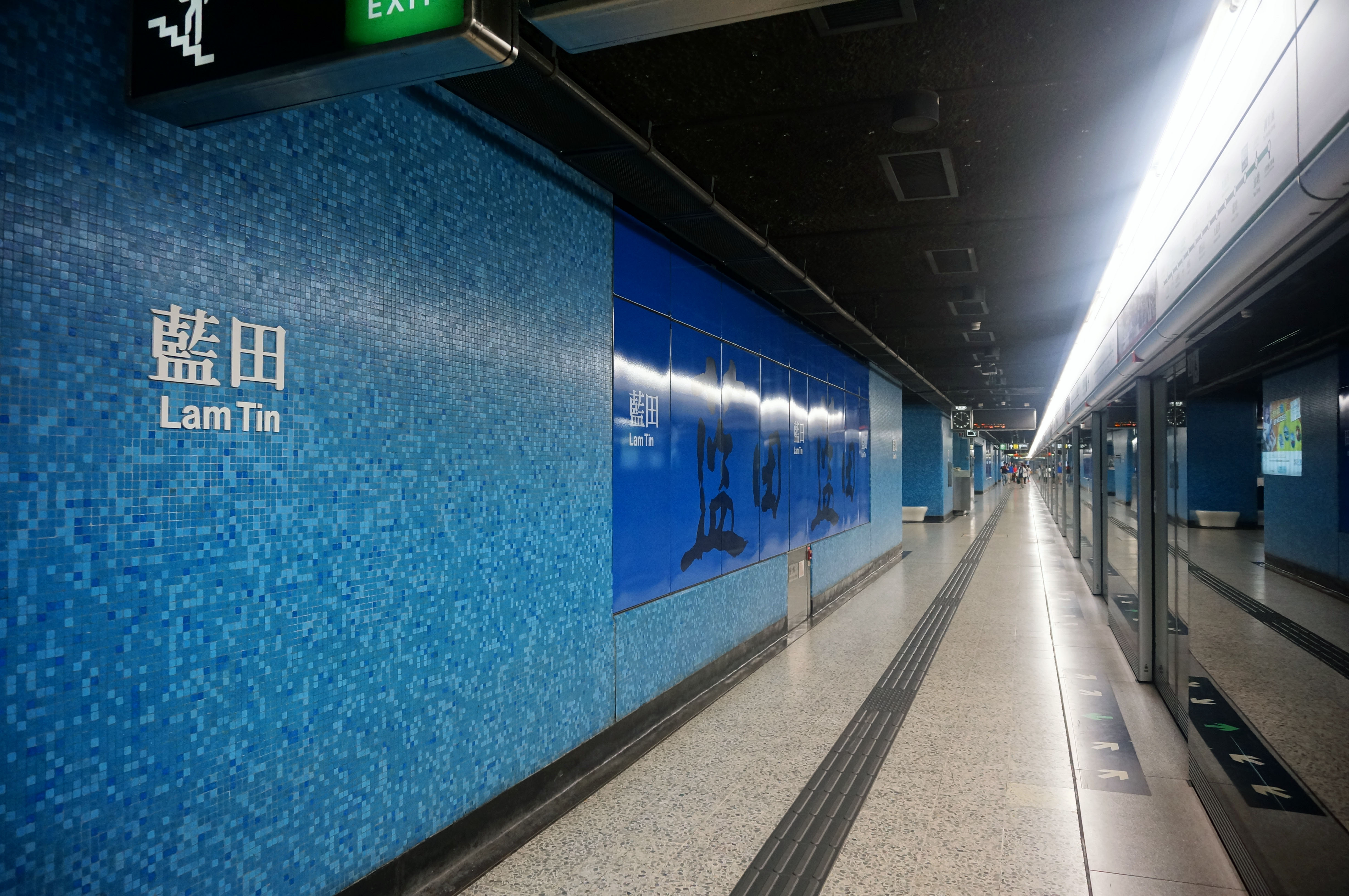
藍田站

當年地鐵打算在為港島綫通車後休養生息，暫不再作大投資。而在日資熊谷組及中資中信為首財團成功投得以民間興建營運後轉移模式（BOT，建造-營運-移交）形式興建東區海底隧道，地鐵當然樂觀其成欣然答允。1984年初，日中財團中標東隧專營權，並主動同地鐵接洽，當時地鐵屬意東隧與還有一年通車的港島綫太古站交匯。當政府跟地鐵研究這條鐵、陸兩用的海底隧道後，認為東隧應遷就行車管道跟東區走廊的交匯處，導致本來設計的鐵路管道無法連接太古站。最終，地鐵唯有大幅度改建鰂魚涌站，使其成為一個非跨月台轉乘的轉車站。
因此，觀塘綫被安排經東隧延長至鰂魚涌。而鰂魚涌站則成為港島綫及觀塘綫之轉車站。有關工程於1985年12月開始動工興建。1989年8月6日，東區海底隧道竣工，觀塘綫觀塘至鰂魚涌段通車。而新增的藍田站原定於8月9日啟用，卻因同日下午發生爆水管事故而再次關閉，最後於同年10月1日重新舉行開幕儀式。
該段隧道及車站的BOT專營權為期15年，已於兩鐵合併後的2008年終止，並按地鐵上市時與日中財團簽訂的協議，移交予已易名港鐵公司的地鐵公司（稱為地下鐵路地段第3號）。

### 機場鐵路

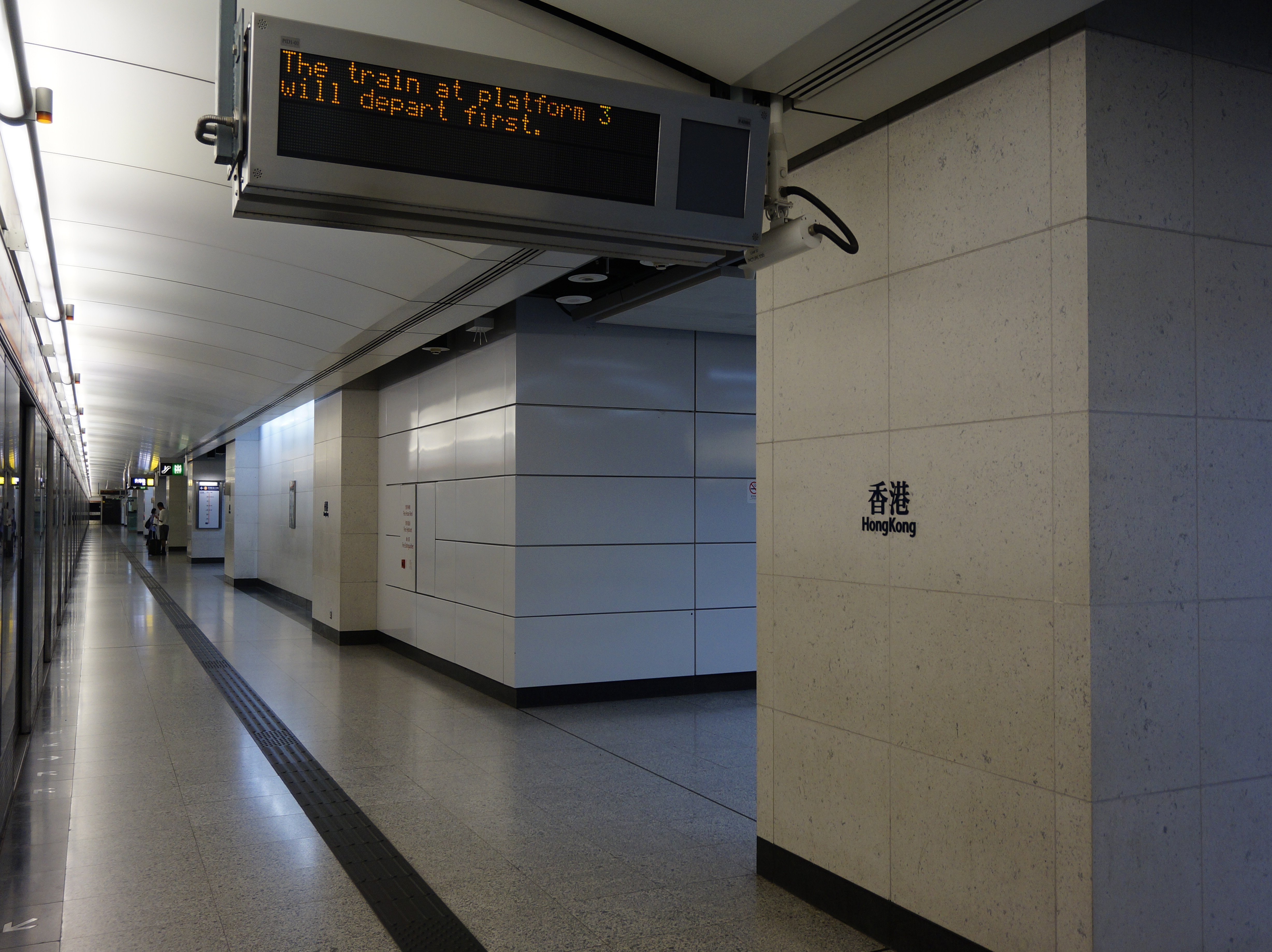
香港站

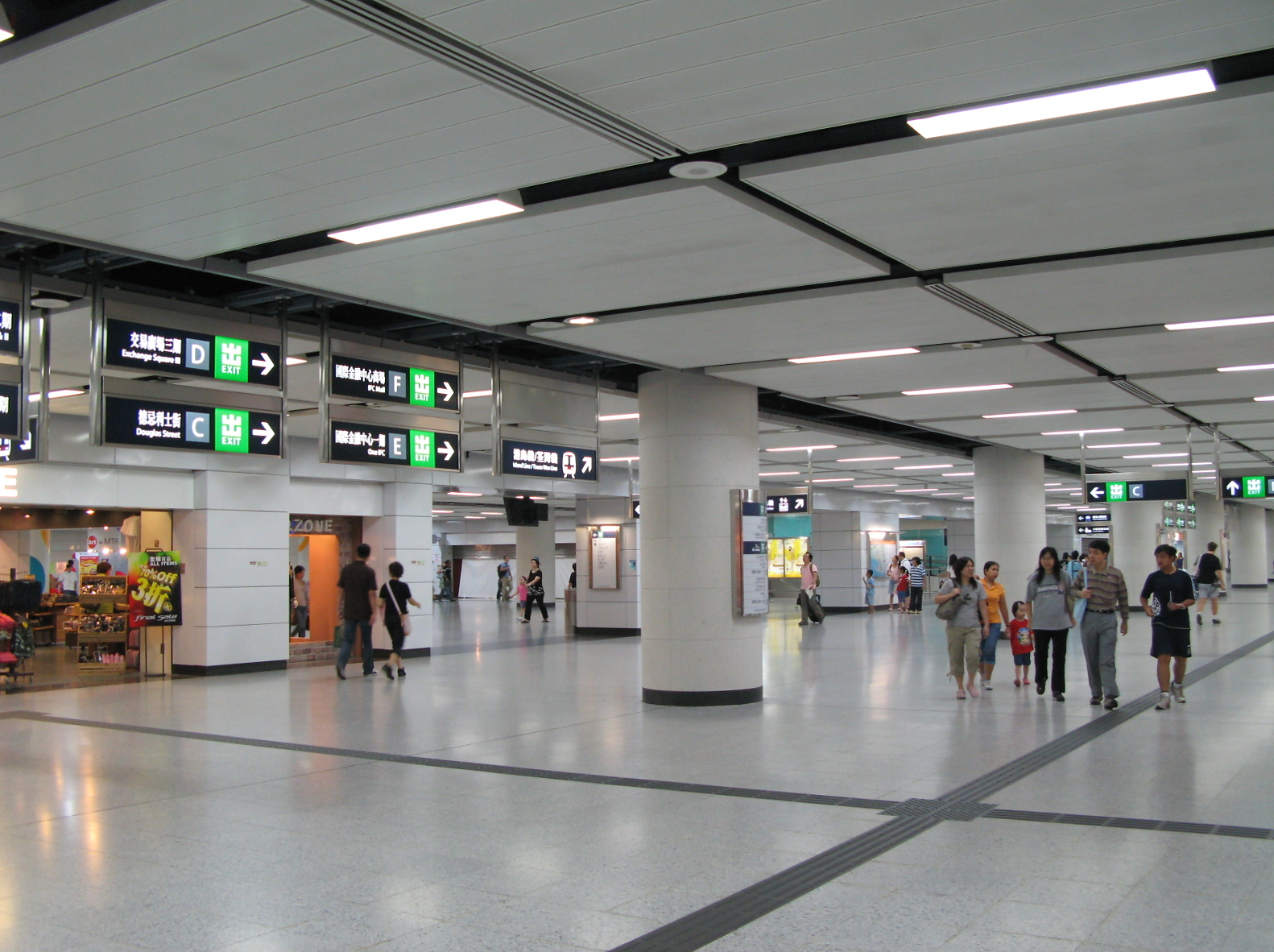
香港站東涌綫大堂

1989年10月，當時香港總督衛奕信爵士落實將位於九龍半島的香港國際機場遷往遠離市區的赤鱲角，並提出了機場核心計劃，興建機場鐵路連接。然而，因為中國政府與英國政府在造價問題出現分歧，故這條路綫拖延至1994年11月才開始興建。
機場鐵路在定線初期，只有一條主線，在大蠔才分成兩條支線前往機場或東涌，因未來發展需要，故把機場鐵路分為兩部份：機場快綫（通車前原命名為「飛翔快綫」）及東涌綫，有助利用東涌綫作服務延伸之用。
1998年6月22日，東涌綫通車，成為第一條延伸到大嶼山的鐵路，首兩星期營運時間為7時正至20時正。1998年7月6日，即香港國際機場啟用當日，機場快綫通車，成為香港第一條來回機場至市區的鐵路，當時由機場往返中環商业区只需23分鐘。
為配合九廣西鐵的興建，東涌綫於深水埗加設南昌站，該車站由九廣鐵路公司興建，由地鐵和九鐵共同管理，並於2003年12月16日啟用。
2005年6月1日開始，欣澳站啟用，以準備迪士尼綫於當年8月啟用。機場快綫及東涌線的全程行車時間分別修定為25及29分鐘。
東涌綫和機場快綫通車初期設7列車卡，東涌綫列車和機場快綫列車分別於2003年初和2005年10月起改為8卡列車，以配合南昌站及博覽館站啟用後所增長的客量。
東涌綫和機場快綫的列車是由德國的Adtranz公司及西班牙的鐵路建設和協助公司公司聯合製造，行車時速可達每小時135公里，成為全球最快的地鐵系統。其後為應付迪士尼綫及九廣西鐵通車後乘客量的增加，地鐵向南韓的Rotem公司訂購了4部8卡高速列車，而首列新列車於2006年2月抵港，第二列新列車於2006年5月抵港；首列新列車於2006年6月中正式載客。

### 將軍澳綫

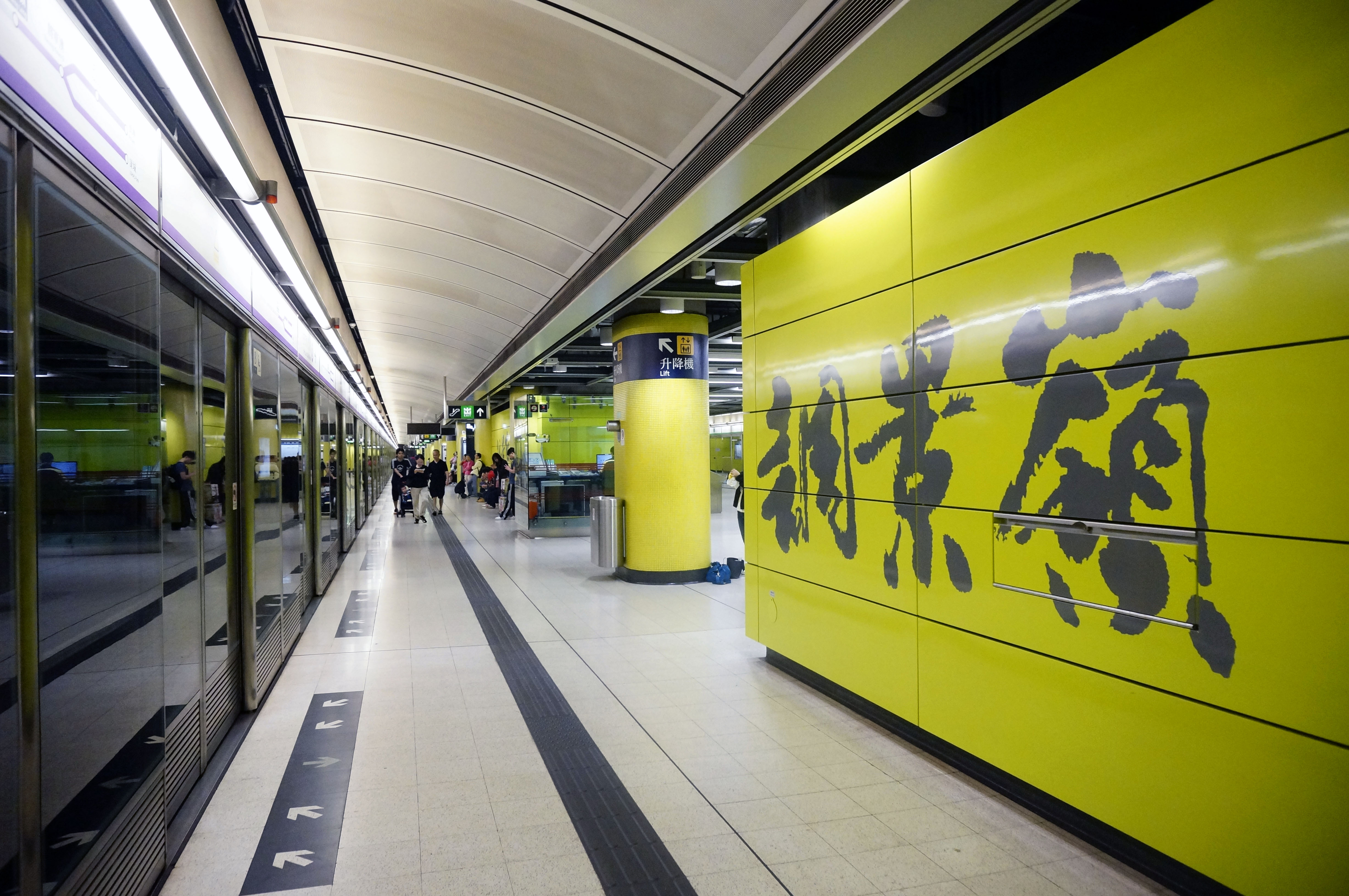
調景嶺站

1998年，政府落實將將軍澳綫交由地鐵興建，同時間亦決定把東區海底隧道路段交由將軍澳綫。按理，觀塘綫總站應由香港島鰂魚涌站改至九龍藍田站，但由於藍田站無法做到跨月台轉車，觀塘綫遂將總站遷至將軍澳的調景嶺站。
基於將軍澳綫工程需時，地鐵先進行「鰂魚涌站轉綫通道紓緩工程」，以解決轉綫通道的擠塞情況及未來將軍澳綫乘客的增加，暫時將觀塘綫總站由鰂魚涌站延伸到北角站，直至將軍澳綫落成後，將東隧至北角站的觀塘綫路段交由將軍澳綫營運。工程期間曾於北角站發生三級火災，北角站、鰂魚涌站及藍田站一度封閉，影響觀塘綫及港島綫的服務。整個鰂魚涌站轉綫通道紓緩工程於2001年9月27日落成啟用。
為配合方便觀塘綫乘客適應在油塘站轉乘將軍澳綫列車前往香港島，將軍澳綫及觀塘綫來往北角站及藍田站至油塘站的路段於2002年8月4日啟用，列車在離開鰂魚涌站及東區海底隧道路段之後，不再前往藍田站，改行一段新建的鐵路前往新的油塘站。另一方面，原來於興建東隧時從東隧九龍入口至藍田站的路段亦停止列車進出，目前該路段只供工程車進出及作後備行車線（如2013年12月16日，將軍澳綫電力故障導致全線暫停服務，觀塘綫部分班次通過此隧道以北角為終點站）。直至2002年8月18日，兩綫的將軍澳路段正式啟用，將軍澳綫路線延長至寶琳站，而觀塘綫亦同時延長至調景嶺站。
通車初期，很多乘客都未習慣繁瑣的轉車過程、以及將軍澳綫的列車班次過於疏落（當時將軍澳綫只有15部列車行走），一度引起混亂。油塘轉車站最高峰時曾經有3班來自觀塘綫的乘客在月台上等候轉車。另一方面，因新路軌與列車的配合問題，加上新路段較多急彎，使新路段的噪音特別大，有關問題直到現在還未有妥善的解決方案。工程進行時地鐵公司曾標榜新線所採用的新式浮動軌床能減低行車時所產生的噪音，但成效甚微。

### 迪士尼綫

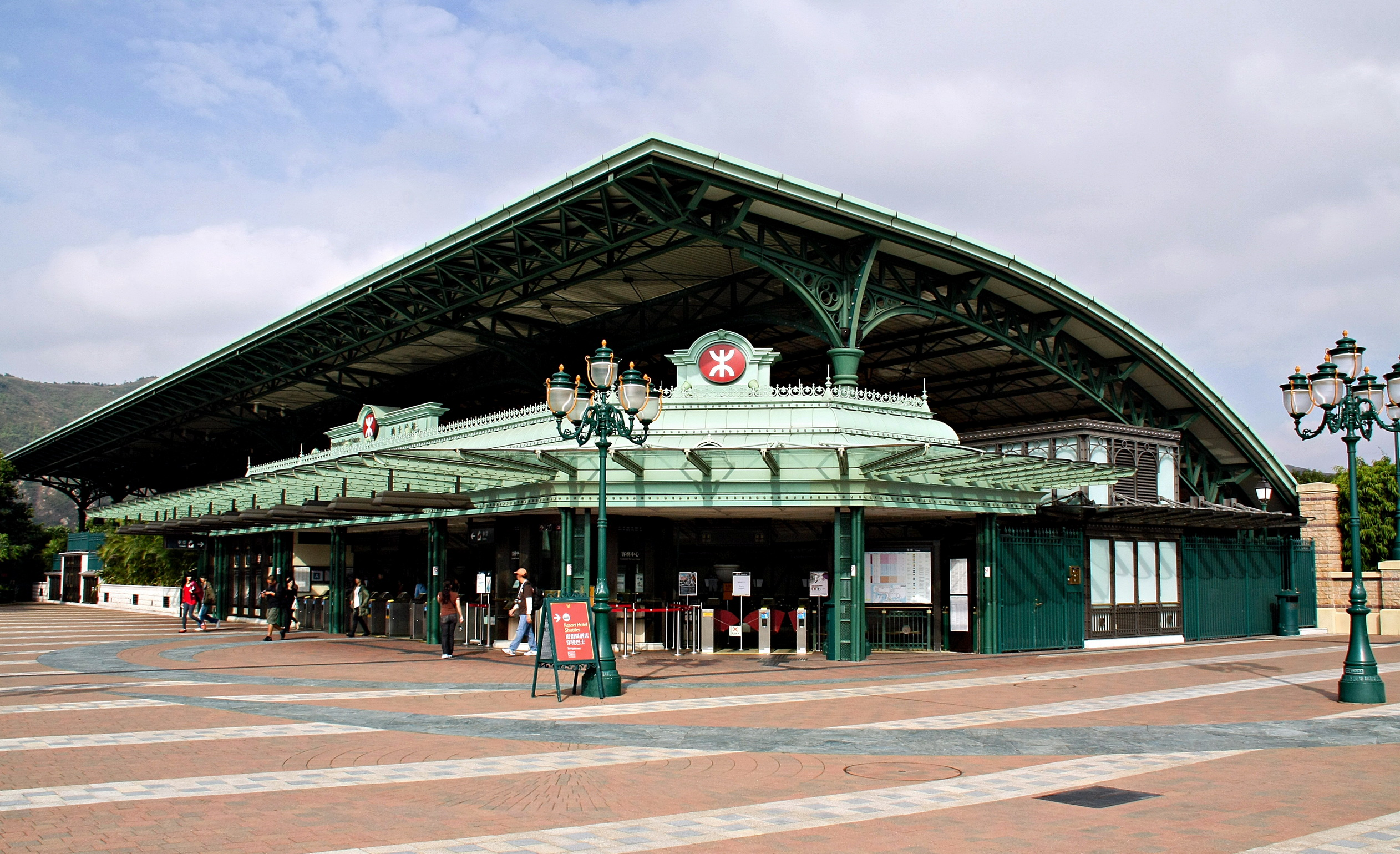
迪士尼站出口

迪士尼綫，通車前稱竹篙灣鐵路。全長3.5公里，由欣澳站至迪士尼站，2個車站都興建在地面，欣澳站與東涌綫滙合。2005年8月1日，迪士尼綫全線通車。迪士尼線採用四卡車廂的列車行駛，每卡車廂可載客180人。採用先進訊號系統作全自動列車操作。這套技術是各地旅遊點鐵路系統常用的操作模式。於繁忙時間，每小時的載客量可高達10,000人。列車服務班次為4至15分鐘一班，服務時間會配合香港迪士尼樂園的開放時間及地鐵系統的服務時間，方便乘客由迪士尼樂園往返市區。

### 近年發展
2003年12月16日，為配合九廣西鐵試搭日，東涌綫荔景站與奧運站之間新增南昌站，是香港第一個地鐵與九廣鐵路共用的車站；美孚站的轉車通道也同時啟用。
2004年10月24日，為配合九廣東鐵尖東站啟用，來往尖東站及尖沙咀站之間的行人隧道隨著尖東站啟用；尖沙咀站成為第4個與九鐵連接的轉車站。
2006年9月18日，往返東涌至昂坪之觀光纜車昂坪360開始投入服務。

### 兩鐵合併
為提高香港鐵路運輸系統的效率，政府計畫把地鐵與九廣鐵路合併。對此，社會各界有不同看法。有人認為合併後可節省行政開支，使票價有下調空間。有人則認為合併會令該系統成為「獨立王國」，造成壟斷局面。
2004年2月24日，政府邀請兩間公司就合併計劃進行商討，預計6個月內完成磋商，可望於2005/06年度落實兩鐵合併安排。
2006年4月11日，香港行政長官曾蔭權公布，行政會議通過兩鐵合併方案，決定將九廣鐵路的經營權轉交地鐵有限公司，提供一連串車費減免方案（包括取消轉車閘費及引入「可加可減機制」），並儘早處理沙田至中環線轉車問題及移除兩鐵轉車站的轉車閘機。進一步工作正咨詢市民意見及修改準備有關條例，新條例已於2007年6月8日在立法會三讀通過，而相關附例亦於2007年7月11日獲得通過。地鐵有限公司獨立股東在2007年10月9日的特別股東大會上投票通過合併方案。 兩鐵合併的程序在政府刊憲後完成，並於2007年12月2日合併，地鐵公司合併後的中文名稱將改為「香港鐵路有限公司」，而英文名稱則維持不變。
2007年12月2日，地鐵正式與九廣鐵路合併成港鐵公司。

## 收費

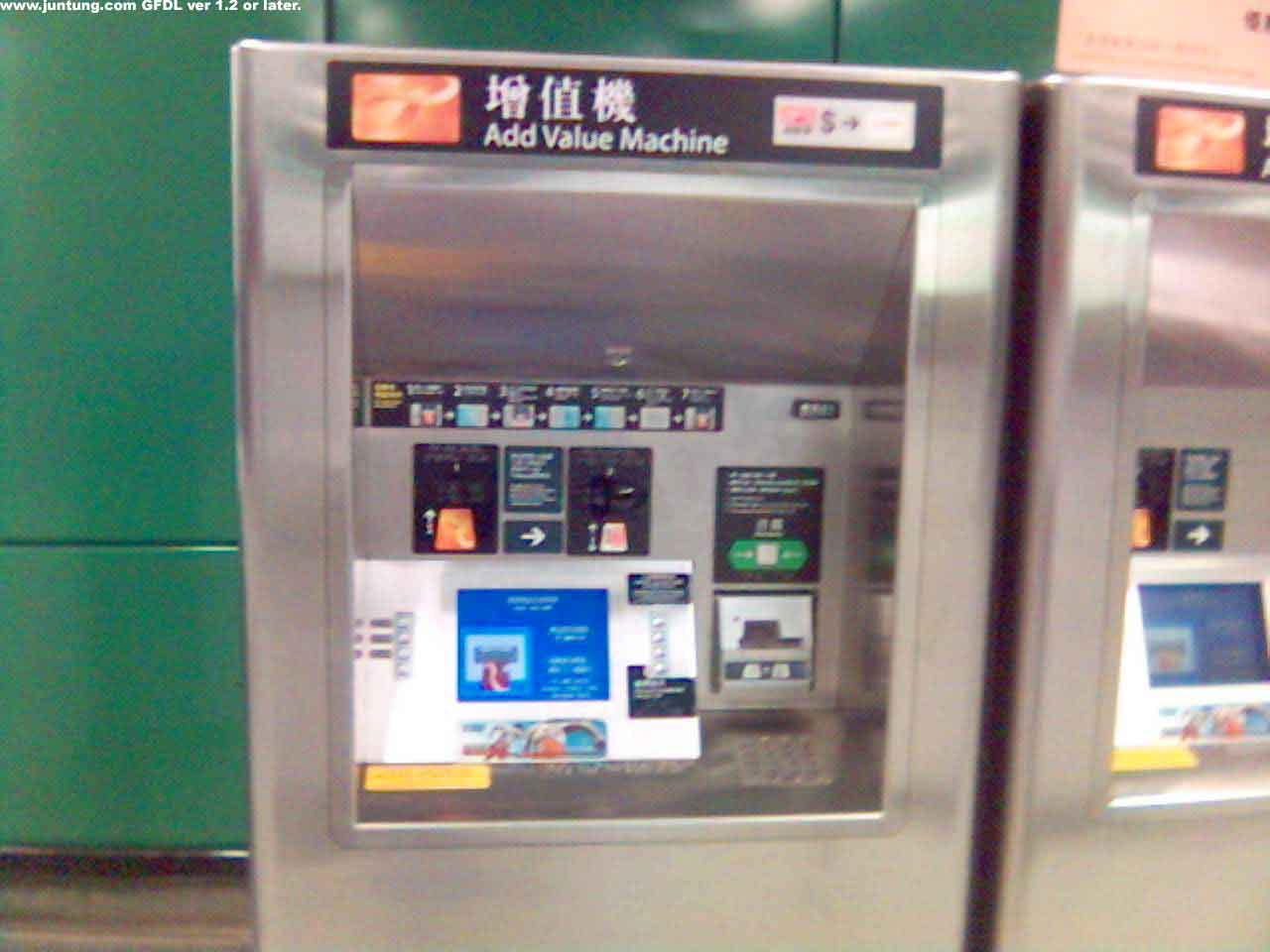
大堂內的八達通增值機

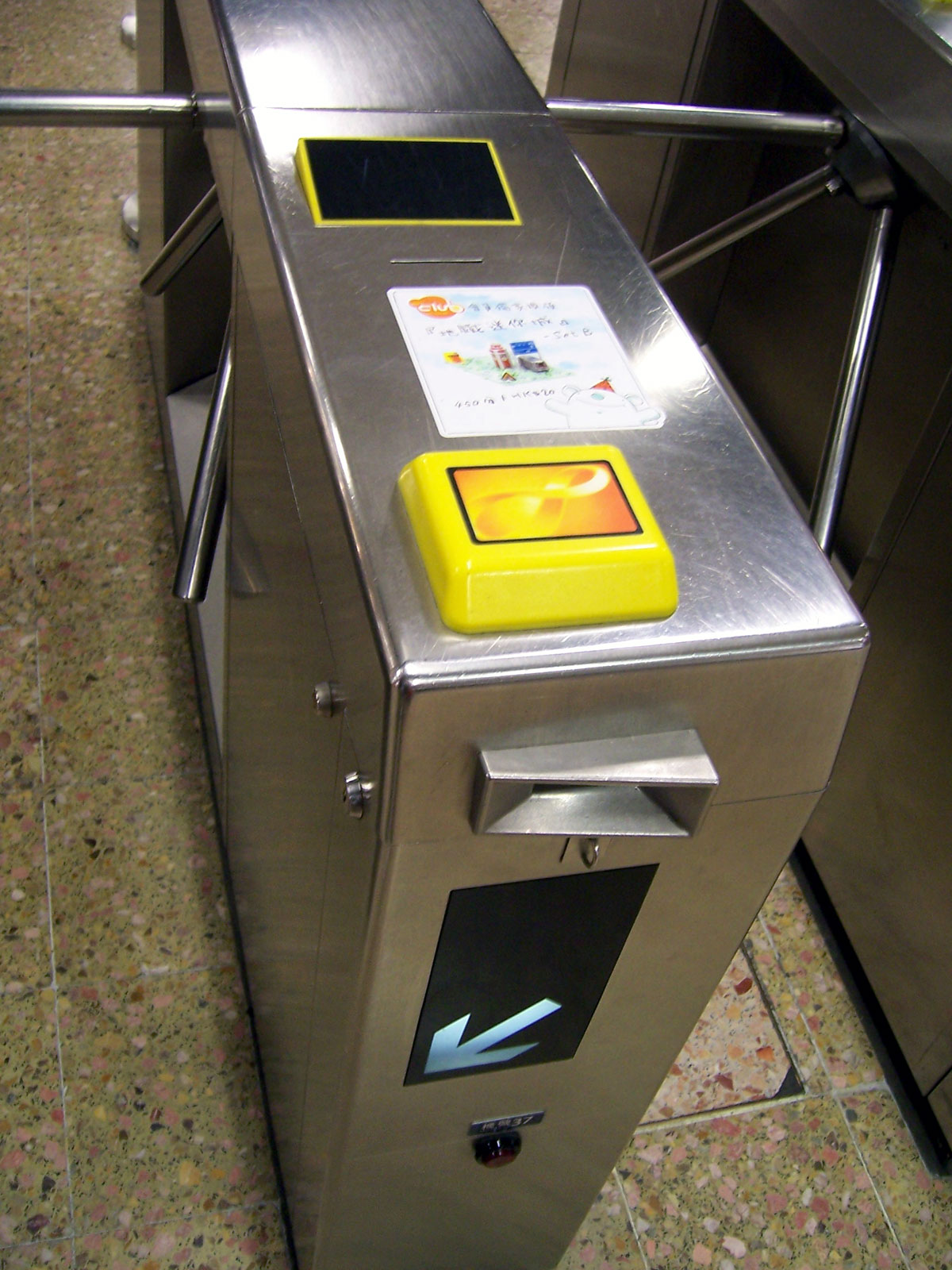
出閘機上的八達通讀卡器及車票入口處

兩鐵合併前，香港的地鐵收費分成人及特惠兩種。3-11歲的小童、65歲或以上的長者、12至25歲的全日制學生 才可使用特惠車資。3歲以下的小童則可免費乘搭。不同於其他不少地鐵系統，香港的地鐵收費並非劃一，而是根據路程長短而定。所乘搭的站數越多及／或路程越長，收費就會越高。一般路綫的成人八達通單程收費由港幣$4.5至$23.1不等。特惠八達通單程收費則由港幣$2.7至$11.6不等。
付款方法共有5種：八達通、單程車票、月票、旅客車票及紀念車票。

### 八達通
八達通是香港其中一種電子收費系統，卡片的大小和信用卡相同，內置晶片，使用時把卡片放在接收器上即能完成付款過程。八達通是在1997年9月推出，由地鐵公司及其餘5間運輸公司組成的八達通有限公司（前稱聯俊達有限公司）發行。八達通可以在香港進行不少的付費服務，而香港的地鐵就是一個最常用到八達通的服務。除了機場快綫，香港的地鐵為八達通使用者提供優惠。例如1997年-2007年兩鐵合併減價前來往金鐘及尖沙咀，成人八達通收費為港幣$7.9，但單程票收費則需港幣$9。

### 單程車票
單程車票是一種附有磁帶的車票，於入閘前先行購買。車站大堂設有自動售票機，售賣各種單程票。然而，除機場快綫外（博覽館站至機場站不設雙程來回車票），香港的地鐵不設有雙程來回車票。不過，地鐵卻建議乘客如需前往較繁忙的車站，如中環、尖沙咀及旺角等車站時，可預先多購一張車票作回程之用，但車票只限即日有效。

### 旅客車票
旅客車票分為3種，分別是24小時內無限次乘搭地鐵的通行車票遊客地鐵一天乘車證（售價港幣50元），3日內無限次乘搭地鐵，附有來回各一次機場快綫由市區往返機場站的通行車票機場快綫遊客八達通（售價港幣300元，包括港幣50元按金），及3日內無限次乘搭地鐵，附有單程機場快綫市區往返機場站的通行車票機場快綫遊客八達通（售價港幣220元，包括港幣50元按金）。
旅客在購買及使用上述旅客車票時，均需要出示護照或其他旅客證明文件，以證明非香港居民，並於香港境內逗留不超過14日。

### 特別版紀念車票
每逢新年或是有新的卡通片上映或地鐵公司周年紀念，地鐵都會推出新的車票。這些車票表面印上了特別圖案，每張通常都可乘坐地鐵一程或兩程（大部分不包括機場快綫）；而農曆新年的紀念車票則可於車票上的年初一無限次乘坐地鐵（不包括機場快綫）。

## 地鐵服務
香港的地鐵於2006年12月22日冬至日，創下單日乘客量超過294萬人次 的新高，而同年11月的平均每日乘客量有257萬，成為世界上最繁忙的鐵路系統之一。而最繁忙的五個車站依次序為尖沙咀站、銅鑼灣站、中環站、旺角站及九龍塘站。
香港的地鐵在大部份日子提供每日19小時的列車服務，大約由6:00至翌日1:00，非行車時間則進行軌道及軌旁維修工程。在一些假期和節日，例如平安夜、大除夕、農曆新年前夕及中秋節，地鐵會作出特別服務安排，甚至會提供通宵列車服務（機場快綫除外，而迪士尼綫則會延長服務時間）；而煙花匯演等大型活動則加密班次。

### 地鐵接駁巴士
香港地下鐵路公司為了增加列車的搭客人流，曾一度於1983年初開辦了6條免費接駁至不同地鐵站的巴士路線，從英國引入了約20輛DMS巴士，並於1983年3月開始使用。早於1982年12月，地鐵公司曾與城巴協助，於尖沙咀至尖東之間開辦免費接駁巴士服務，以作試驗是否可行，結果吸引了每日19,000人乘搭有關服務，這項服務持續了2個半月後一度暫停。到正式經營時，地鐵公司再次委託城巴負責接駁巴士的經營和維修，曾一度為香港第四家專營巴士公司。有關巴士路線如下：
- 港島線
  - 金鐘地鐵站↔灣仔新填地（今灣仔碼頭一帶）
  - 金鐘地鐵站↔銅鑼灣
  - 金鐘地鐵站↔北角（城市花園）

- 九龍及新界線
  - 尖沙咀地鐵站↔尖沙咀東
  - 鑽石山地鐵站↔新蒲崗
  - 荃灣循環線

但是，此舉得到很多巴士團體和小巴商會的反對，認為地鐵接駁巴士此舉絕對是搶他們的生意。香港行政局也一直沒有批准地鐵接駁巴士的合法經營。從以上的6條巴士線看，它們都是行駛著香港市區的黃金地段。此接駁巴士推行後，九巴和中巴都表示強烈反對，九巴前主席胡百全更在會議表示，地鐵接駁巴士在九龍的3條路段都是沒需要或是重複九巴和小巴的路線。但為了防止地鐵的接駁巴士以免費的形式營運而搶去生意額，最終九巴和中巴還是答應地鐵協助營辦地鐵接駁巴士，並開辦6條「M線」地鐵接駁巴士，1983年8月1日開辦，詳情如下：
中巴所協辦的3條港島路線：
- 5M 金鐘地鐵站↔灣仔碼頭（數月後路線被更改為由堅尼地城至中環）
- 23M 金鐘地鐵站↔城市花園
- 24M 金鐘地鐵站↔銅鑼灣

九巴所協辦的3條九龍及新界路線：
- 5M 尖沙咀地鐵站↔尖沙咀東
- 11M 鑽石山地鐵站↔新蒲崗
- 40M 荃灣地鐵站↔柴灣角

但由於地鐵所訂購的巴士數量有限，加上市民大多只會在早上和黃昏的繁忙時間乘搭巴士，不然有其他非繁忙時間，很多接駁巴士大多不會行駛，皆因人流太少，遇著下雨，巴士班次頻率更會間隔得多。故此，地鐵曾要求向運輸署增加車輛行走，但被否決，主要原因還是因為巴士班次不平均，很難說是巴士不足的問題。結果，中巴和九巴也分別加價，乘坐M線巴士的人數減少，最終九巴的40M線於1984年2月被取消；而九巴的5M線則於1985年2月16日因客量大跌被取消。同時也有部份M線巴士被跟其他巴士路線合併，甚至其他的巴士公司的巴士線合併，例如九巴的11M線於1986年6月29日與29線合併，形成今日的九龍巴士29M線；中巴的24M線也與5M線（堅尼地城↔中環）合併為5C線，形成今日的城巴18線。有些甚至完全廢棄原有的行駛路線而另立新線，例如中巴的23M線被改成第16線（1987年再與10M線合併，再於1988年與10A線合併，直至中巴專營權結束）。至於地鐵當時訂購的20輛DMS巴士於1980年代至1990年代改為行走城巴屋邨巴士和海洋公園專線。
另見：港鐵巴士、香港已取消巴士路線列表

## 地鐵安全

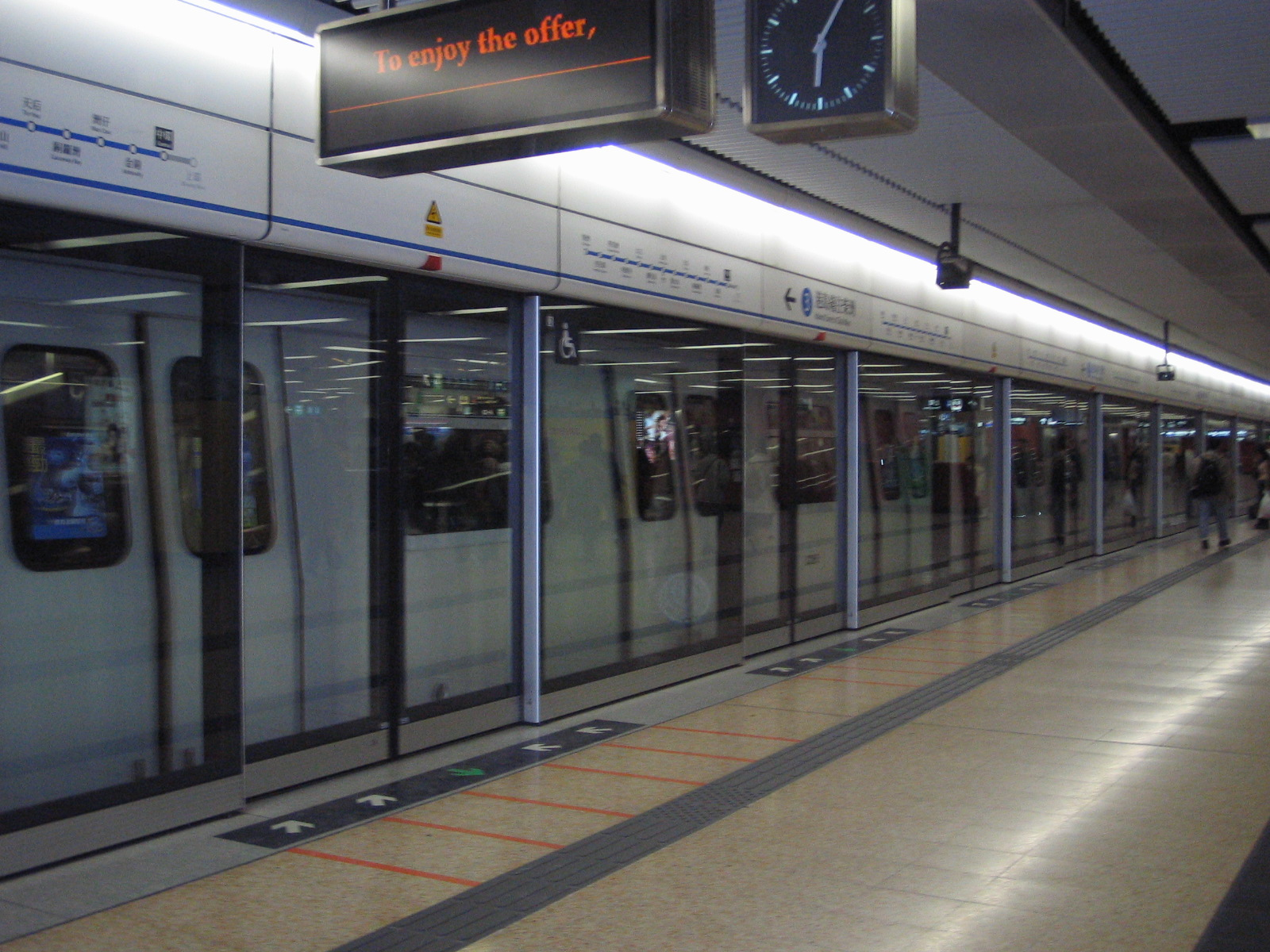
香港的地鐵月台幕門

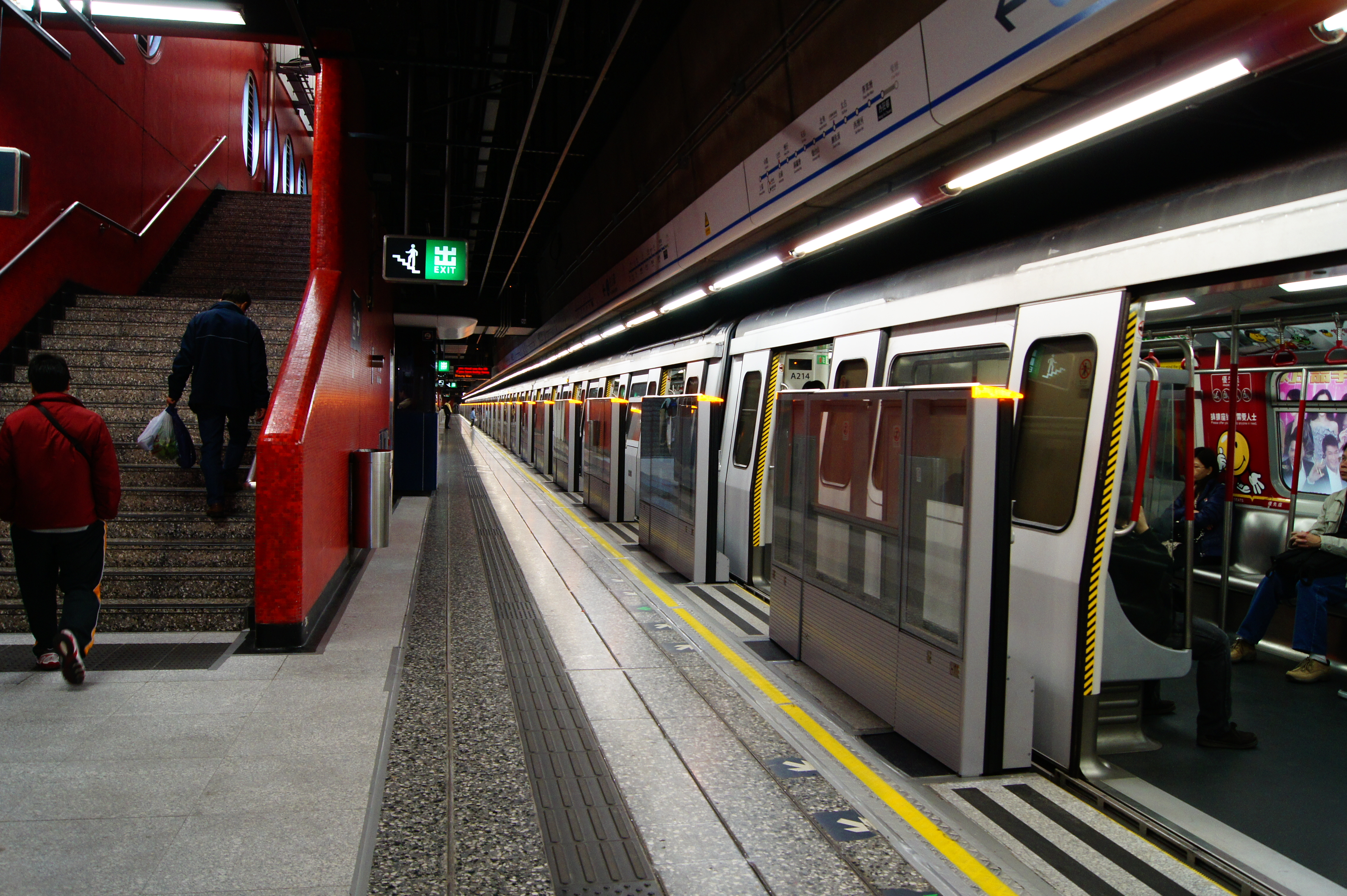
香港的地鐵月台閘門

香港的地鐵一直都舉行不少活動，確保乘客注意使用地鐵時的安全。例如在各個地鐵車站內有不少海報張貼，月台及車廂亦有廣播提醒乘客。宣導標語常以粵語表示，如「搭電梯，握扶手，咪亂走」 或「聽到嘟嘟聲，停低你至精」。此外，地鐵引入附例來防止乘客進行不當或危險的行為，例如禁止攜帶易燃物品，違規者可被罰款甚至入獄。值得留意的是，地鐵禁止攜帶金屬氣球進入車廂範圍，以免影響架空電纜運作。
香港的地鐵開始引入月台幕門，由1998年6月東涌綫及機場快綫通車起，在車站安裝月台幕門，其他新建車站在落成時亦裝設了月台幕門。地鐵又於1996年為現有的地底車站展開加裝月台幕門展開研究，並於2001年進行有關工程，整個加裝月台幕門於2006年3月全部完成。而東涌綫、機場快綫及將軍澳綫的新建車站在落成時均已裝設了月台幕門。月台幕門能防止乘客墮軌及防止月台的冷氣流失。
香港的地鐵指出由於欣澳站及迪士尼站車站設計以開放式為主，並無安裝空調設備，則引入月台閘門。月台閘門的高度只有1.5米（約月台幕門的一半）。月台閘門能防止乘客墮軌，成本亦較便宜，無需顧及車站設計。
每個月台兩端均有壓力感應器，一旦有人經月台兩端的樓梯步行到路軌，感應器便會傳送信號到站長室，通知職員。此外，每個月台都設有緊急停車掣，防止有人墮到路軌而被列車輾過。
香港的地鐵自通車以來的25年內，憑著其高度防火意識，甚少發生火警。直到2004年，有懷疑精神病患者引發首宗縱火案，使地鐵公司嚴厲執行禁止攜帶危險物品的禁令，以進一步保障乘客的安全。另一方面，地鐵當局亦定期進行意外演習，使員工保持危機意識。
另外，於1993年4月27日，地鐵發生車廂脫卡事故，幸無傷亡。地鐵公司在10天後發表調查報告，認為車卡連接系統內的一個掛鈎未能扣緊而造成脫卡，報告亦形容這是全球第一宗同類事故。
從1995年至2007年期間，香港的地鐵曾發生5次入錯路軌的事件，幸好均沒有造成任何列車碰撞。

## 地鐵設施

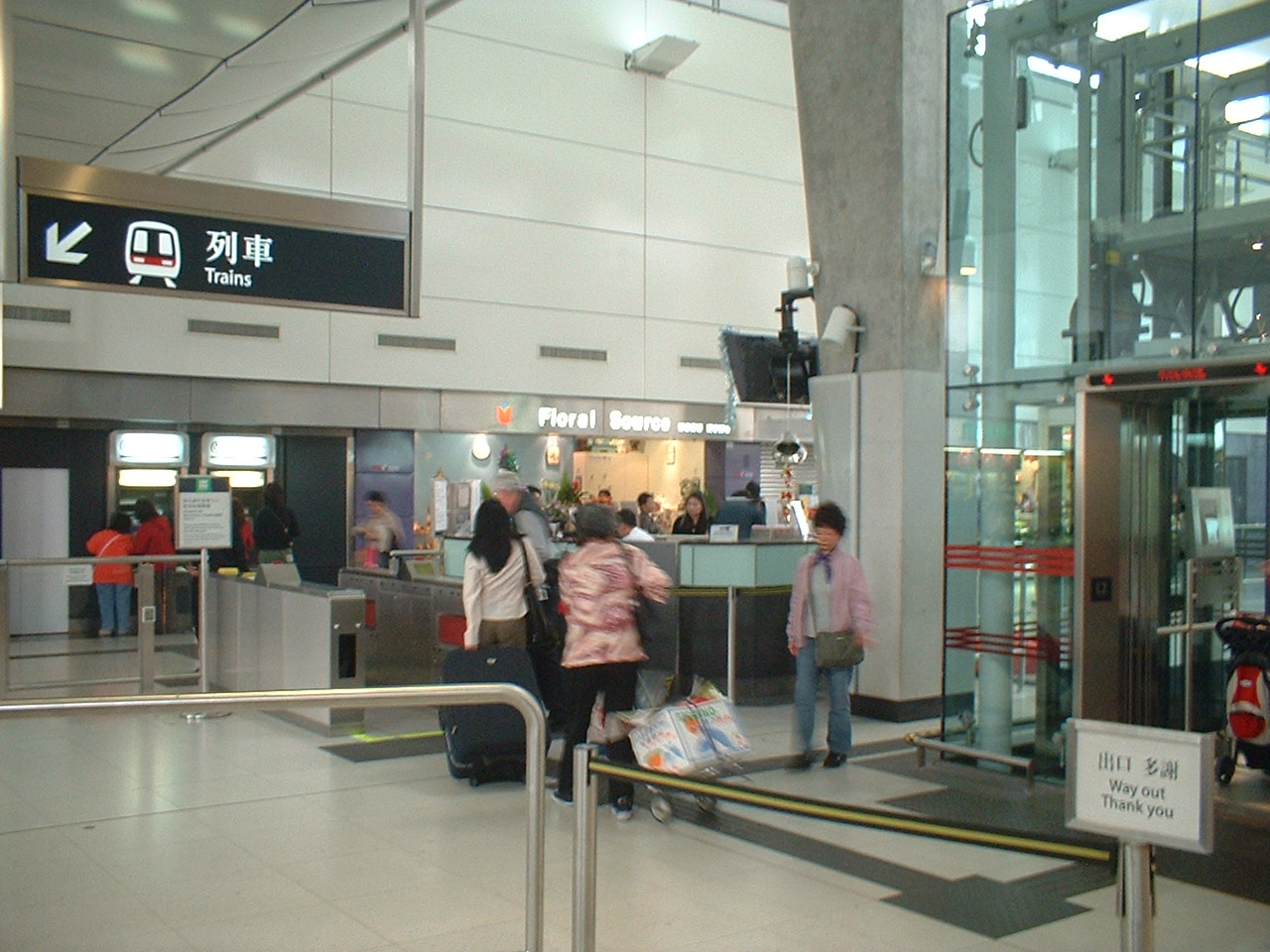
香港的地鐵升降機及加闊入閘機；圖為東涌站

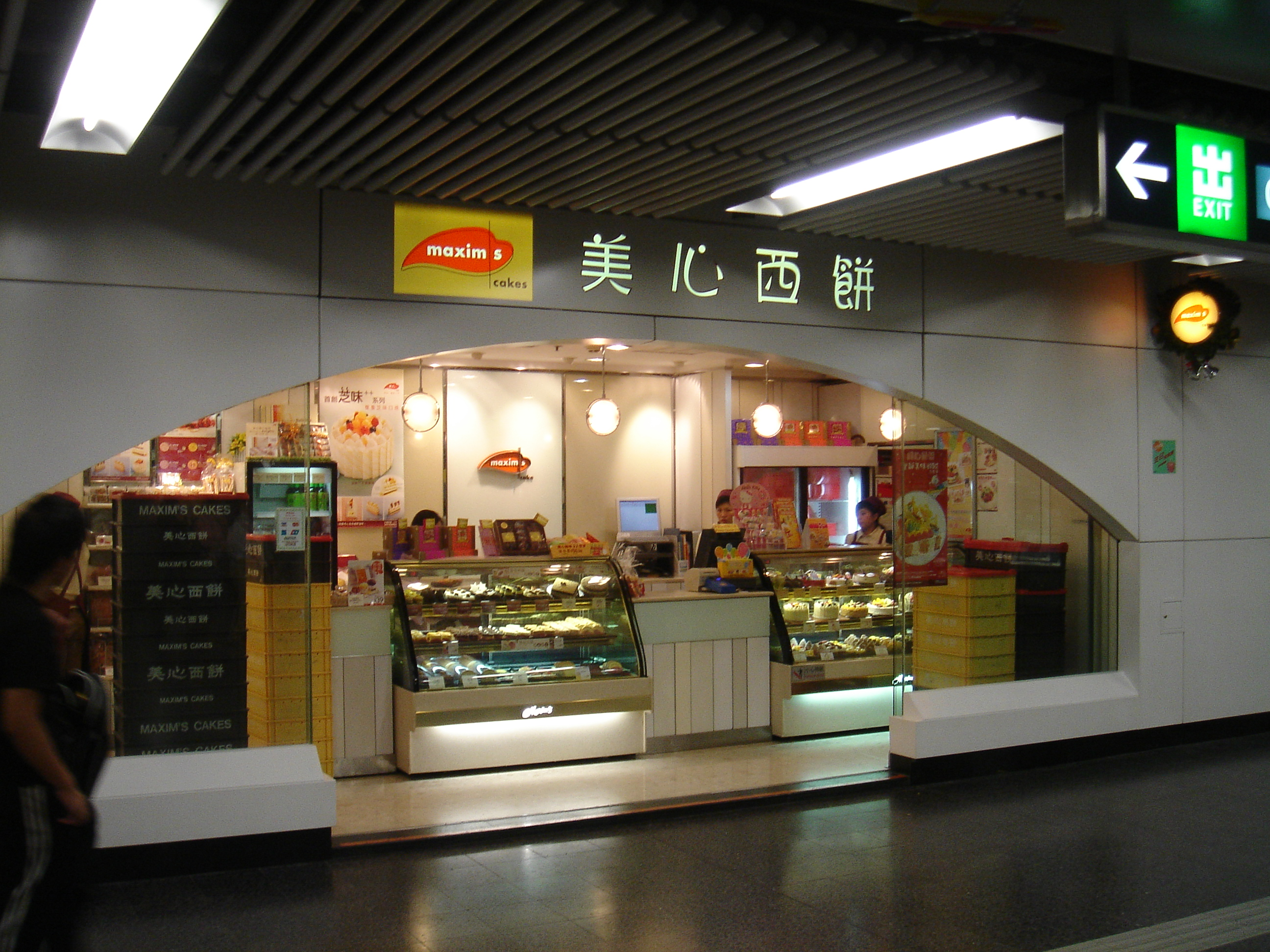
香港的地鐵車站商店

香港的地鐵個車站的設計各有不同，不少車站採用較為簡單的箱形結構，以2至3層的結構容納大堂及月台，亦有部份車站則採用較為複雜的佈局結構，月台設於鑽挖隧道內，而大堂則位於路面以下，更有多層的地庫結構，以提供更多空間給容納車站大堂售票設施、商店、控制室及機房等設施。
由於每日有大量乘客使用，因此香港的地鐵的月台均設有大量扶手電梯，雖然早期由於認為傷殘人士不適合搭地鐵而未設旅客用升降机，但因應機場快綫及東涌綫的開通，所有車站均最少設有升降機或輪椅輔助車，以方便攜帶大型行李的旅客之餘，同時亦方便傷健人士。此外，另有個別車站亦已陸續安裝自助式輪椅升降台，以便解決部份車站未能加裝升降機的問題。
與此同時，為配合無障礙運輸，地鐵在1998年起作出多項改善措拖，以方便傷健人士使用地鐵。包括在車廂內加設輪椅專用位置、失明人士引導徑、闊閘機及升降機等。然而，有別於世界各大地鐵系統，香港的地鐵基於地底通風及清潔困難等衛生理由及無法處理保安問題等安全理由，在除了機場快綫及迪士尼綫的車站外之外，均不設洗手間設施，不過有需要時可向職員提出，要求使用職員洗手間。
香港的地鐵車站內有不少商店。在大部份香港的地鐵車站內，都有以下服務：
- 恒生銀行分行或自動櫃員機
- 中國銀行自動櫃員機
- 7-11便利店或OK便利站
- 美心西餅

此外，每個地鐵站亦設有收費電話、自動售賣機及自動照相機。而站內的報刊派發處，則免費派發六份免費報刊：新闻娛樂報章《都市日報》、《都市流行》、《頭條日報》、《am730》以及求職招聘刊物《Recruit》、《招職》。

## 地鐵列車

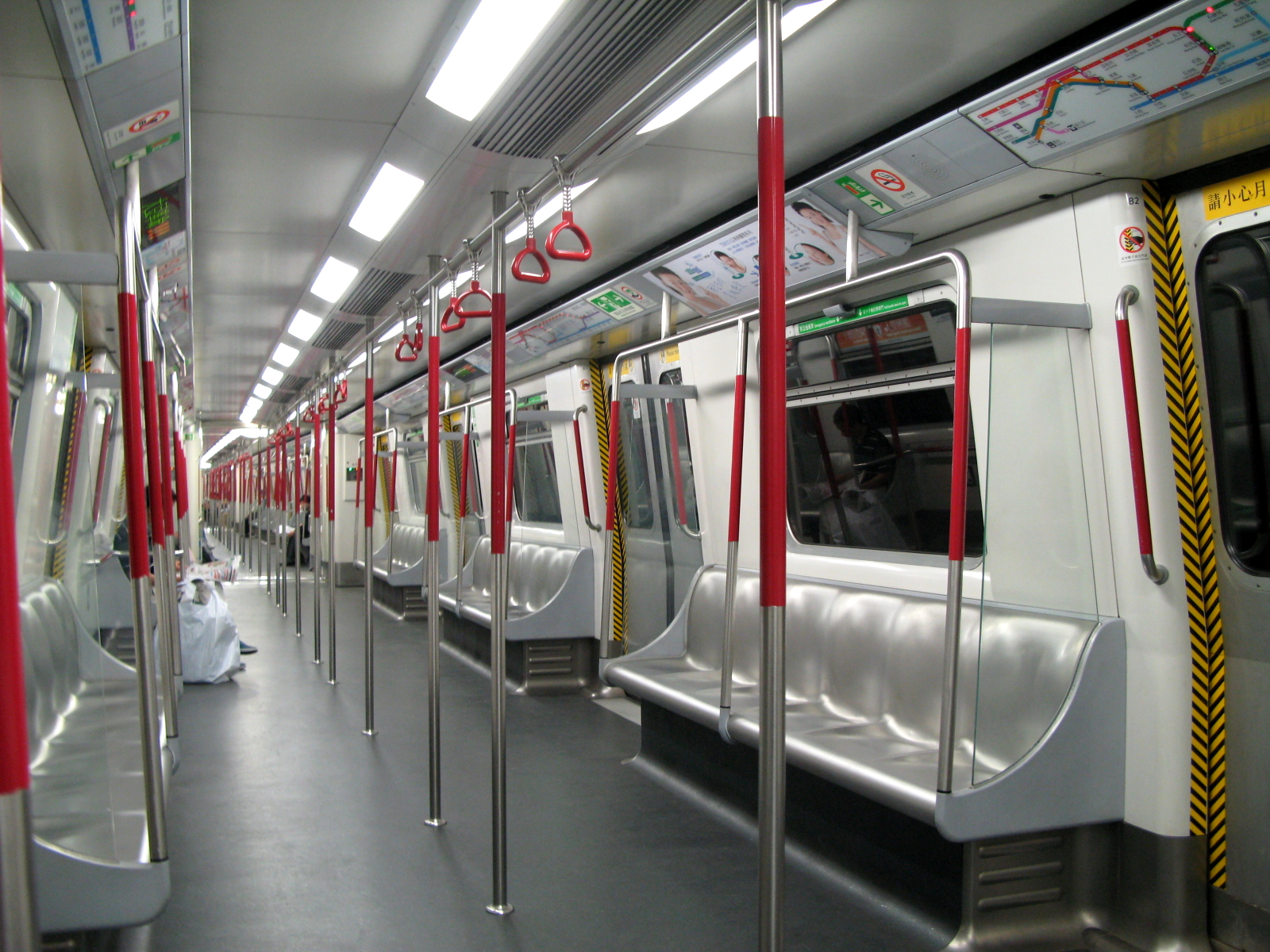
香港的地鐵第二代翻新車廂

香港的地鐵使用的重型鐵路系統，能有效應付眾多的乘客需求量。地鐵列車共有8個車卡，可載3000名乘客。於繁忙時間，市區綫每小時最多可開出34班列車，即每1.75分鐘一班，載客量達85000人次。而地鐵列車數目已由剛通車時的140卡，增加至2007年的1082卡（包括市區綫的6卡後備車卡，機場快綫的88卡和迪士尼綫的12卡）。而每日早上的繁忙時間，會有86%的車卡投入服務。
香港的地鐵列車採用動力分散式電動列車設計，由1500伏特的直流電架空電纜推動，於軌距為1432毫米的路軌上行走（與倫敦地鐵一樣比標準軌1435毫米窄一點。但是英製列車在運抵香港前，仍於英國測試時，是於1435毫米標準軌上測試行車的）。地鐵車廂採用的設計，能有效應付高流量的乘客，除了機場快綫外，其餘皆設有橫向座位安排及額外通風設施，而每個車廂均設有10道車門。

### 市區綫列車
兩鐵合併前，當時荃灣綫、港島綫和將軍澳綫全綫及觀塘綫大部份用車使用由英國都城嘉慕（已由法國的阿尔斯通收購）所製造的都城嘉慕電動列車，也就是英製列車，最高時速達80公里。為配合地鐵改善乘車設施及環境，所以地鐵於1998年起把所有英製列車全面翻新，翻新工程於2001年8月完成。
為配合將軍澳綫通車，地鐵購買13列由南韓Rotem及日本三菱重工株式會社製造的韓製列車。這批列車原本是行走將軍澳綫，但後來發現新列車不能即時適應兩套新舊列車系統。為保將軍澳綫能如期通車，地鐵決定重組英製列車的車卡排列，把大部分於1988年至1989年、1994年至1998年間購入的英製列車調動至將軍澳綫行走，最終使13列韓製列車行走觀塘綫，這個方案延續至兩鐵合併後的港鐵。一直到2010年，韓製列車經過改良後，於4月8日再次安排所有韓製列車行走將軍澳綫。而之前跟觀塘綫對調來行走將軍澳綫的15列第2C及3代英製列車，已經全數調回觀塘綫。而韓製列車的規格則跟都城嘉慕電動列車相同。

### 機場鐵路及迪士尼綫列車

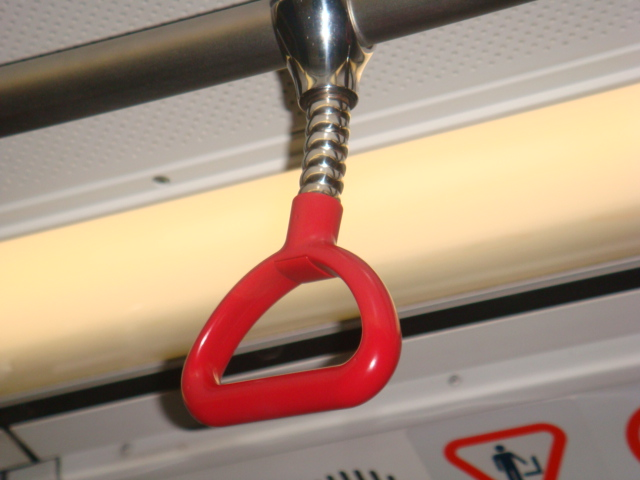
地鐵中的扶手。

東涌綫及機場快綫使用西班牙CAF及德國ADTranz聯合製造的電動列車，當中迪士尼綫的車廂，是從市區綫調動兩列由GEC Alsthom所製造的列車車卡進行改裝，以配合香港迪士尼樂園而被重新設計，例如車廂窗戶及車廂內的扶手皆為米奇老鼠頭部的形狀。
為配合九廣西鐵及迪士尼綫通車，引致東涌綫載客量持續上升，地鐵增訂4列列車。由於時間緊迫且訂貨量小，因此地鐵只以市區線韓製列車為藍本，向南韓Rotem訂購增強型韓製列車。

## 列車車廠
香港的地鐵列車的維修工作由5個車廠負責，分別為九龍灣車廠、荃灣車廠、柴灣車廠、將軍澳車廠及小蠔灣車廠。每個車廠除了負責為相應行車綫的電動車組提供電力外，亦設有停車設施、洗車設施與預防及糾正性維修設施，例如起重及頂升設備。